# El gato con botas
El gato con botas és una òpera en un acte i cinc escenes, amb música de Xavier Montsalvatge i llibret de Néstor Luján, sobre Le Chat botté de Charles Perrault. Composta a l'estiu de l'any 1947, va ser estrenada al Gran Teatre del Liceu de Barcelona el 10 de gener de 1948, amb direcció de Carles Suriñach i Wrokona.

## Context
De les tres òperes de Montsalvatge –les altres dues són Una voce en off (en italià, 1962) i Babel 46 (1968, estrenada el 2002)-, aquesta òpera de joventut és la que encara es representa ocasionalment, especialment per a infants, ja que la història és un conte de fades clàssic.
La coreografia va anar a càrrec de Joan Magriñà i la direcció d'escena d'Augusto Cardi. Els primers ballarins van ser Joan Magriñà i Maria de Ávila. Els decorats i els figurins van ser obra de Manuel Muntañola.
L'estrena es va produir en una sessió de tres obres, sent la primera la reestrena de l'òpera El giravolt de maig d'Eduard Toldrà, la segona El gato con botas i la tercera El mozo que casó con mujer brava de Joan Magriñà.
L'obra es va tornar a representar al Liceu la temporada 1962-1963, el dia 11 de desembre de 1962, coincidint en la sessió també amb El giravolt de maig de Toldrà, i amb l'estrena absoluta d'una de les altres òperes de Montsalvatge, Una voce en off.

## Instrumentació
3 flautes, 2 oboès, 2 clarinets, 2 fagots, 3 trompes, 4 trompetes, 2 trombons, tuba, arpa, piano o celesta, percussió i corda.

## Personatges
| Paper        | Tessitura     | Intèrprets de l'estrena 10 d gener de 1948 (Director: Carles Suriñach) |
| ------------ | ------------- | ---------------------------------------------------------------------- |
| El gat       | mezzosoprano  | Tony Rosado                                                            |
| La princesa  | soprano       | Isabel Bertrán                                                         |
| El moliner   | baríton còmic | Ángel Anglada                                                          |
| El rei       | baix còmic    | Vicente Riaza                                                          |
| L'ogre       | baix          | Lluís Corbella                                                         |
| El lleó      | ballarí       | Joan Magriñà                                                           |
| L'ocell      | ballarina     | Maria de Ávila                                                         |
| La rata      | ballarina     | Milagros Vila                                                          |
| Els conills  | ballarines    | Alejandra Dimina - Consuelo Cortés Consuelo Sánchez - Juanita Antón    |
| Els bufons   | ballarins     | Antoni Montllor - Antoni Larrosa Frederic Arnay - Jordi Ventura        |
| El camarlenc |               | Josep Ferran                                                           |
| El cuiner    |               | Jesús Fernández                                                        |
| El capellà   |               | Ruperto López                                                          |

## Argument

### Quadre I
Un pobre moliner es lamenta que només li hagi tocat per herència un gat. Aquest li consola dient-li que, si li respecta la vida i li proporciona unes botes, una espasa d'os i un barret d'hidalgo, aconseguirà per a ell una fortuna, un regne i la mà d'una graciosa princesa. El moliner accedeix a complaure els desitjos de la petita bèstia, qui ha aconseguit consolar-li en les seves desgràcies.

### Quadre II
El moliner acudeix a un lloc del bosc pactat amb el gat, proveït del barret d'hidalgo, l'espasa i les botes. El gat, lluny, canta una alegre cançó demanant la seva nova indumentària, i el moliner li ho entrega. No triga a aparèixer tocat amb xamberg i altes botes. El moliner assisteix estranyat a la primera part de les seves gestes, que consisteix en la caça d'uns conills que fica en el seu sarró.

### Quadre III
Estem al palau del rei, pobre i sord, al qual fa costat una graciosa princesa i una estranya cort. Arriba el gat, al qual el rei confon amb un exèrcit enemic, i li ofereix els conills com a present d'un imaginari marquès de Carabás, del que diu ser el seu criat. El rei accepta tan delicat obsequi, mentre el gat li diu a la princesa que per a ella porta un missatge en el qual el seu amo li declara el seu encès amor. La princesa queda subjugada per la missiva i per la gentilesa amb què s'expressa el gat, i li prega que transmeti al seu amo l'emoció que li han causat les seves paraules.

### Quadre IV
De nou al bosc, el gat demana al moliner que es fiqui al riu. Molt poc convençut, el moliner accepta per fi, i quan se submergeix en l'aigua, el gat dona grans veus de socors que són escoltades pel rei i tota la seva cort, de caça per aquells llocs. En saber, per indicació del gat, que qui s'ofega és el marquès de Carabás, el rei dona ordre de salvar-ho i demana al seu camarlenc que li ofereixi les seves robes. Després de ser rescatat, el moliner rep el respecte de tota la cort com marquès de Carabás. El gat, davant l'estupor del moliner, demana a tota la comitiva que passin a visitar el castell del marquès.

### Quadre V
Al palau encantat de l'ogre. Aquest monstre de tres ulls i cinc peus està perplex per la gosadia del gat, que ha aconseguit introduir-se en els seus dominis, i es disposa a menjar-se la petita bèstia quan aquesta tempta el seu orgull demanant-li abans unes demostracions del seu poder. Davant la insistència del gat, l'ogre accedeix a convertir-se en lleó, després en ocell i, finalment, en ratolí; aprofitant el gat per matar-ho d'una urpada. La mort de l'ogre coincideix amb l'arribada de la comitiva reial i del moliner convertit, per l'astúcia del gat, en marquès de Carabás i propietari del castell de l'ogre. El rei, meravellat per tant prodigi, li ofereix al moliner la mà de la princesa. El casament se celebra immediatament amb alegres balls. El gat comunica al públic que la seva missió ha acabat i que només li resta tombar-se a dormir al tron que ha guanyat pel seu amo, el marquès de Carabás.

## Discografia
Aquesta òpera no va ser enregistrada fins a l'any 2004 pel segell “Columna Música” amb l'Orquestra Simfònica del Gran Teatre del Liceu, dirigida per Antoni Ros Marbà. Fou nominada per a un Premi Grammy el 2004 com a millor enregistrament d'òpera.